# Artillerieregiment Großdeutschland
Het Artillerieregiment Großdeutschland / Panzer-Artillerieregiment Großdeutschland was een Duitse eenheid van de Wehrmacht in de Tweede Wereldoorlog. Deze eenheid was deel van de Gemotoriseerde Divisie Großdeutschland en later van Pantsergrenadierdivisie Großdeutschland en kwam als zodanig in actie aan het oostfront.

## Voorgeschiedenis
De Artillerieabteilung 400 werd gevormd op 15 september 1940 uit het II./Artillerieregiment 4 en werd toegewezen aan Infanterieregiment (mot.) Großdeutschland. De Abteilung werd op 25 april 1942 omgedoopt naar I./Artillerieregiment Großdeutschland.

### Artillerieregiment Großdeutschland
Het Artillerieregiment Großdeutschland werd gevormd op 1 april 1942. De regimentsstaf werd op dezelfde dag gevormd uit de staf van Artillerieregimentsstaf z.b.V. 622. De I. Abteilung werd dus op 25 april 1942 uit de Artillerieabteilung 400 gevormd. De II. Abteilung werd al eerder op 3 februari 1942 uit de I. Abteilung van Artillerieregiment 109 gevormd. De III. Abteilung werd op 15 februari 1942 uit de schwere Artillerieabteilung 646 (mot.) gevormd. Het regiment verkreeg op 20 maart 1942 nog een 10. schwere Werfer-Batterie en op 1 april 1942 nog een 11. Beobachtungs-Batterie. Het regiment kwam na de oprichting onder bevel van de Gemotoriseerde Divisie Großdeutschland.
Op 19 januari 1943 werd een additionele IV.Abteilung gevormd. Vanaf 19 mei 1943 stond het regiment dan onder bevel van de net in Pantsergrenadierdivisie Großdeutschland omgedoopte divisie.

### Panzer-Artillerieregiment Großdeutschland
Op 1 maart 1944 werd het regiment omgedoopt in  Panzer-Artillerieregiment Großdeutschland. Het regiment bestond uit vier Abteilungen. Op 20 december werd uit de IV. Abteilung de voor het Pantserkorps Großdeutschland bedoelde I. Abteilung van Korps-Panzer-Artillerieregiment 500 gevormd.

## Samenstelling
Artillerieregiment Großdeutschland 1 april 1942
- Stabsbatterie (stafbatterij)
- I. Abteilung met drie batterijen (1e en 2e batterij met vier l.FH. 18 en de 3e batterij met vier s.FH. 18)
- II. Abteilung met drie batterijen (4e en 5e batterij met vier l.FH. 18 en de 6e batterij met vier s.FH. 18)
- III. Abteilung met drie batterijen  (7e en 8e batterij met vier s.FH. 18 en de 9e batterij met vier sK 18)
- 10. (Werfer) Batterie (Nebelwerfer-batterij)
- 11. Beobachtungs-Batterie (waarnemingsbatterij)

Panzer-Artillerieregiment Großdeutschland 1944/45
- Stabsbatterie (stafbatterij)
- I. Abteilung met drie batterijen (1e en 2e batterij met Wespe’s en de 3e batterij met Hummels’s)
- II. Abteilung met drie batterijen (4e en 5e batterij met l.FH. 18 en de 6e batterij met s.FH. 18)
- III. Abteilung met drie batterijen (7e en 8e batterij met s.FH. 18 en de 9e batterij met sK 18)
- IV. Abteilung met drie batterijen (10e en 12e batterij met l.FH. 18 en de 11e batterij met s.FH. 18)
- Beobachtungs-Batterie (waarnemingsbatterij)

## Commandanten
| Rang                                                                  | Naam           | Begin            | Eind                         |
| --------------------------------------------------------------------- | -------------- | ---------------- | ---------------------------- |
| Oberst                                                                | Georg Jauer    | 15 maart 1942    | 28 november 1942             |
| Oberst                                                                | Arno Reinke    | 28 november 1942 | 16 december 1942             |
| Major vanaf 20 april 1943 Oberstleutnant vanaf 8 november 1943 Oberst | Fritz Albrecht | 16 december 1942 | 1944 (vóór 25 november 1944) |

Als laatste commandanten worden ook Hauptmann Dr. Ritter en daarna een zekere Burchardt genoemd.